# Księstwo Apulii i Kalabrii
Księstwo Apulii i Kalabrii (łac. Duxorum Apuliae et Calabriae, wł. Ducato di Puglia e Calabria, fr. Duché d'Apulie et de Calabre, hiszp. Ducado de Apulia y Calabria) – hist. suzerenne państwo feudalne w dziś. płd. Włoszech, istniejące w 1059–1130. Obejmowało regiony: Gargano, Kapitanatę, Vulturę oraz znaczną cz. Kampanii. Powstało w wyniku połączenia przez papieża Mikołaja II faktycznie nieistniejącego już Księstwa Kalabrii z Hrabstwem Apulii, władanych przez Roberta Guiscarda (Zwinnego), w jeden organizm państwowy. Jako suzerenne państwo rozwiązane w 1130 w wyniku przyjęcia przez Rogera II tytułu króla Sycylii. W 1130–1816 dzielnicowe państwo feudalne Królestwa Sycylii, przeznaczone dla następcy tronu. W 1816–1861 księstwo tytularne Królestwa Obojga Sycylii, następnie 1861–1948 Królestwa Włoch. Stolica księstwa znajdowała się w centralnie położonym Melfi, zaś w 1077 przeniesiono ją do Salerno; w 1130–1154 ponownie w Melfi (od 1172 wyłącznie formalnie).

## Historia
Już w 1043 Guaimar IV, książę Salerno ogłosił się księciem Apulii i Kalabrii. Nie zdołał on jednak objąć władzy nad terytorium, do którego zgłosił tym swoje pretensje. Także żadna władza o możliwie powszechnym wpływie na monarchów europejskich, ani papież, ani cesarz zachodni, czy wschodni, nie poparła tych dążeń. Stąd historycy uznają ten akt, jeśli nie prawnie wątpliwy, to z pewnością niemający potwierdzenia w faktycznym przejęciu władzy nad tymi ziemiami. Posunięcie księcia Salerno było spowodowane inwazją Normanów na półwyspie, którzy ustanowili w tym czasie własne Hrabstwo Apulii (w tytulaturze również Kalabrii). Równocześnie cesarz rzymski Henryk III wysunął swoją kandydaturę dla objęcia ziem zdobytych przez Normanów na Cesarstwie Bizantyńskim, obwołując się w 1047 księciem Apulii i Kalabrii. Nie uzyskał on aprobaty papieża, który ostatecznie przychylił się do nowo osiadłej dynastii Huateville, czyniąc jej przedstawicieli swoimi gł. sojusznikami w polityce bizantyńskiej oraz w sporze o inwestyturę.
23 sierpnia 1059 w trakcie I synodu w Melfi papież Mikołaj II podniósł do godności książęcej Roberta Guiscarda, hrabiego Apulii i pana Kalabrii. Aktem tym papież zerwał prawną zależność płd. Italii z dawnym jej właścicielem, cesarzem bizantyńskim. Na mocy patentu z Melfi papież przyznawał wyłączną władzę nad płd. Italią Robertowi i jego spadkobiercom. Akt ten potwierdził niezależność państwa od innych królestw czy cesarza. Jednocześnie papież zastrzegał sobie prawo do instalacji książęcej, co miało potwierdzać suzerenny charakter księstwa Normanów. Postanowienia te weszły do późniejszego konkordatu, który dodatkowo nakładał na ród Hauteville obowiązek zbrojnej obrony papieża oraz przyznał księciu szerokie uprawnienia w mianowaniu biskupów, co w praktyce oznaczało oddanie inwestytury w ręce władzy świeckiej.
W 70. XI w. Księstwo Apulii i Kalabrii prowadziło ekspansję na ziemie zajmowane przez niezależne państwa longobardzkie w Kampanii. W 1073 podporządkowało sobie księstwa Amalfi, a w 1075 Neapolu. W 1077, po zwycięskim podboju Salerno, Robert przeniósł tam swoją stolicę.
27 września 1130 książę Roger II przyjął od antypapieża Anakleta II tytuł króla Sycylii. Wobec tego księstwo Apulii i Kalabrii przeznaczył jako dzielnicę dla swojego następcy i jego męskich potomków. Roger III objął władzę po przekazaniu tych ziem przez ojca w 1135. Stolicę księstwa ponownie przeniesiono do Melfi. Księstwo pozostawało dzielnicą następcy tronu Sycylii i dziedziczone było w linii męskiej.

## Dalsze losy tytułu
Przywołując akt Rogera II, Karol I przywrócił honorowy tytuł księcia Apulii i Kalabrii w 1266 i usuwając dotychczasowego księcia Fryderyka II. W takim kształcie dziedziczony był w linii prostej męskiej, najpierw wśród Andegawenów (1266–1481), następnie kolejno: Walezjuszów (1481–1589) i Burbonów (od 1589). W XVIII w. Karol III Hiszpański, obawiając się wzrastającej opozycji Kalabryjczyków, wykreślił tytuł z tabel ceremoniału dworskiego. Nieformalnie nadal używany jest przez rodzinę Burbonów – zarówno hiszpańskich, jak i sycylijskich – wywodzących swoje prawa do tytułu z patentu Karola I.
Po zjednoczeniu Włoch, ród królewski zastrzegł sobie wszystkie obecne i dawne tytułu książęce, hrabiowskie i wyższe używane w odniesieniu do pewnych części terytorium Królestwa. W 1861 obszar odpowiadający księstwu został włączony do Królestwa Włoch. Do 1 stycznia 1948 był używany przez przedstawicieli domu panującego. Choć niezgodnie z postanowieniami włoskiej konstytucji, to boczna linia z Aosty nadal go używa w oparciu o dawne prawo królewskie i prawo cywilne.

## Książęta Apulii i Kalabrii
- 1059–1085 Robert I Guiscard
- 1085–1111 Roger I Trzos
- 1111–1127 Wilhelm II
- 1127–1135 Roger II
- 1135–1148 Roger III
- 1148–1154 Tankred (usunięty)
- 1154–1161 Roger IV
- 1161–1166 Wilhelm III Dobry
- 1166–1172 Henryk I
- 1172–1181 Tankred (ponownie)
- 1181 Boemund
- 1181–1189 Tankred (ponownie)
- 1189–1193 Roger V
- 1193–1194 Wilhelm IV (usunięty)
- 1194–1198 Fryderyk I
- 1198–1211 Henryk II
- 1211–1250 Konrad I
- 1250–1252
- 1252–1254 Konrad II
- 1254–1258 Manfred
- 1258–1259
- 1259–1266 Fryderyk II (usunięty)

- 1266–1285 Karol I Kulawy
- 1285–1295 Karol II Martel
- 1295–1309 Robert II Mądry
- 1309–1328 Karol III
- 1328–1332 Filip
- 1332–1364 Robert III
- 1364–1374 Filip II
- 1374–1382 Ludwik I Wielki
- 1382–1389 Władysław
- 1389–1417 Ludwik II
- 1417–1434 Ludwik III
- 1434–1442 Renat
- 1442–1470 Jan I
- 1470–1473 Mikołaj
- 1473–1481 Karol IV
- 1481–1498 Karol V
- 1498–1515 Ludwik IV
- 1515–1547 Franciszek I
- 1547–1559 Henryk III
- 1559–1560 Franciszek II
- 1560–1574 Karol VI
- 1574–1589 Henryk IV
- 1589–1610 Henryk V Wielki
- 1610–1643 Ludwik V Sprawiedliwy
- 1643–1715 Ludwik VI Wielki
- 1715–1774 Ludwik VII Ukochany
- 1774–1793 Ludwik VIII Ostatni
- 1793–1795 Ludwik IX
- 1795–1816 Ludwik X (usunięty)